# Sanpaolo IMI
Sanpaolo IMI foi um dos principais bancos da Itália. Foi sediada em Turim e foi fundida com a Banca Intesa em 2007 para criar a Intesa Sanpaolo.